# Château Le Pin
Château Le Pin, o simplemente Le Pin, es un vino de Burdeos de la AOC Pomerol sin clasificar. El pago, inusualmente pequeño, está ubicado en la orilla derecha del estuario de la Gironda en la comuna de Pomerol cerca de la aldea de Catusseau, y su vino es periódicamente uno de los tintos más caros del mundo.

## Historia
La Sra. Laubie, cuya familia ha sido propietaria de la parcela desde 1924 vendió el viñedo en 1979 a la familia belga Thienpont por un millón de francos. Desarrollado por Marcel y Gérard Thienpont (de Vieux Château Certan) en menos de 2 hectáreas, el vino se produjo mediante microcuvée de un cimiento de una granja. A la propiedad se le dio el nombre Le Pin por los Thienponts debido a un solitario pino que crece cerca de la bodega.
Considerado por algunos como predecesor del "vino de garaje", esta idea tiene una amplia oposición, incluyendo a los propietarios, basándose en los méritos del terroir, y la ausencia de medidas extremas para compensar las uvas mediocres.
Ocasionalmente el vino más caro del mundo, recibiendo continuamente elevadas críticas por parte de los expertos, y producido en cantidades extremadamente pequeñas, las botellas de Le Pin son una presencia constante en el mercado de subastas de vino.
Actualmente dirigido por Jacques Thienpont, se han adquirido pequeñas parcelas adicionales de tierra. La bodega es una de las clientes de la enóloga Dany Rolland, esposa de Michel Rolland.

## Producción
Los viñedos abarcan dos hectáreas de suelo arcilloso, con una variedad de uvas de 92% merlot y 8% cabernet franc, teniendo las vides una edad media de 32 años. cada año se producen de media entre 600 y 700 cajas, aunque algunos años no se produce vino.